# Yumiko Ishihama
Pour les articles homonymes, voir Ishihama.
Yumiko Ishihama (石濱 裕美子, Ishihama Yumiko), née le 6 mai 1962 à Tokyo, est une tibétologue, historienne  japonaise, professeur  à l'université Waseda et auteur de plusieurs ouvrages sur le Tibet.

## Biographie
Yumiko Ishihama fut invitée à la conférence sur l'Histoire du Tibet organisée par John Billington, rédacteur en chef du bulletin de la Tibet Society of the United Kingdom,  et un comité d’universitaires à St Andrews en Écosse en hommage à Hugh Richardson tenue en septembre 2001. Elle y présenta ses travaux démontrant qu'au XVIIe siècle les Tibétains, les Mongols et les Sino-Mandchous partageaient une même conception du terme « gouvernement bouddhiste », qui impliquait pour eux une relation symbiotique de la Religion et de l'État établissant un socle diplomatique tant en temps de paix qu'en temps de guerre.
Yumiko Ishihama est l'auteur de plusieurs livres sur le bouddhisme tibétain, la culture tibétaine et l'histoire du Tibet, de la Mongolie et de la Mandchourie, et de traductions en japonais d'ouvrages du 14e dalaï-lama, dont Le Sens de la vie et Kalachakra Tantra Rite of Initiation, et enseigne à l'université de Waseda. Elle a donné à plusieurs reprises des conférences à un public japonais sur ces thèmes.
Yumiko Ishihama fut invité comme conférencier d'honneur lors du Save Tibet Asia Pacific Forum où Kesang Yangkyi Takla était l'orateur principal et auquel participèrent des représentants d'associations de soutien au Tibet dont des parlementaires australiens, taïwanais et japonais, et qui s'est tenu à la salle Gakkushi Kaikan à Yūrakuchō à Tokyo le 2 juillet 2008, peu après des manifestations au Tibet,.
Ishihama partageait l'estrade quand Tempa Tsering, ministre et représentant du Bureau du dalaï-lama à New Delhi
s'est adressé le 6 avril 2010 lors de sa seconde visite au Japon aux étudiants japonais dans la salle publique de Yotsuya à Tokyo sur la question du Tibet. Elle a rappelé les grandes lignes de l'histoire du Tibet dans la perspective intellectuelle japonaise,.
Elle a donné une conférence à des Japonais sur l'histoire du bouddhisme et de la culture du Tibet a eu lieu au bureau du Tibet au Japon le 27 mai 2017.

## Accueil critique
En 1993, la tibétologue Anne Chayet a publié un compte rendu dans la Revue bibliographique de sinologie sur l'article A Study of the Seals and Titles Conferred by the Dalai lamas publié en 1992 par Ishihama Yumiko .
Pour l'anthropologue brésilienne Ana Cristina O. Lopes, Ishihama a montré dans un article publié en 1993 qu'il est déjà fait référence à la croyance selon laquelle le dalaï-lama est une manifestation d'Avalokiteśvara dans la biographie du 1er dalaï-lama écrite en 1494.
Pour l'écrivain Patrick French, Yumiko Ishihama démontra sur des éléments de source mandchoue que le premier principe de l'intervention de l'empereur Kangxi au Tibet au début du XVIIIe siècle était de protéger les enseignements bouddhistes. 
Selon l'historienne de l'art Isabelle Charleux, Yumiko Ishihama montra que Qianlong vénérait Sitâpatrâ (en), une divinité tutélaire des Qing
Dans son compte rendu publié dans The Journal of Asian Studies, Lan Wu considère l'ouvrage d'Ishihama The Qing Dynasty and the Tibetan Buddhist World: The Qianlong Emperor Who Became a Buddhist King comme une œuvre exceptionnelle contribuant au débat en cours sur les relations de la Chine des Qing et le monde du bouddhisme tibétain.
Décrivant les ouvrages de tibétologie, l'écrivain Alexander Norman précise qu'au Japon, Yumiko Ishihama a publié des travaux remarquables

## Publications

### Thèse
- 1984, On the rJe btsun dam pa QutuG tu

### Livres
- 1999 : (ja) Zusetsu Tibet Rekishi Kikou [Illustrated Tibetan history Journey]. Photo Kazuo Nagahashi, Tokyo, Kawade Shobo Shinsha, 1999
- 2001 : (ja) Tibeto Bukkyô Sekai no Rekishiteki Kenkyū. [Historical studies on the Tibetan Buddhist world], Tokyo, Toho Shoten, 2001, 383 p.
- 2010 : (ja) Attract the world Tibetan Buddhism from Kim to Richard Gere, Tokyo, Sanwa, 2010
- 2011 : (ja) Shinchō to Chibetto Bukkyō: bosatsuō to natta Kenryūtei [The Qing Dynasty and the Tibetan Buddhist World: The Qianlong Emperor Who Became a Buddhist King], Tokyo, Waseda University Press, 2011, 330 p.

#### Co-écrit et édité, supervisé
- 1986 : Annoted Translation Of Thukwan's shel gyi me long the Mongolian History, Toyobunko.
- 1986 : A Comparative Table of Sa-bcad of the Pramanavarttika Found in Tibetan Commentaries on the Pramanavarttika. Toyobunko, 260p.
- 1989 : A New Critical Edition of the Mahavyutpatti, Toyobunko, 500p.

#### Traduction
- (ja) 石濱裕美子・訳『ダライ・ラマの仏教入門―心は死を超えて存続する』Kōbunsha、1995、 (ISBN 4-334-97096-6)、光文社 2000  (ISBN 4-334-78005-9) (Le Sens de la vie)

- (ja)『ダライ・ラマの密教入門 秘密の時輪タントラ灌頂を公開する』石浜裕美子訳 光文社 1995、同知恵の森文庫 2001 (Kalachakra Tantra Rite of Initiation)

### Articles
- 1992 : (en) « A Study of the Seals and Titles Conferred by the Dalai lamas », Tibetan Studies: Proceedings of the 5th Seminar of the International Association for Tibetan Studies, Narita,‎ 1992, p. 501-514 (OCLC 695146663)
- Anne Chayet, « Compte Rendu. Ishihama Yumiko, "A Study of the Seals and Titles Conferred by the Dalai lamas" », Bibliographique de Sinologie, HAL CCSD, vol. 10,‎ 1er janvier 1992, p. 91-92 (ISSN 0080-2484, OCLC 6178374635)
- (en) 1993 : On the dissemination of the belief in the Dalai Lamas as a manifestation of the Bodhisattva Avalokitesvara, Acta Asiatica, 64, 38–56. (reproduit dans History of Tibet, vol 1 (The Early Period: To 850 ; the Yarlung Dynasty), éditeur Alex McKay, Routledge, 2003,  (ISBN 0415308429 et 9780415308427))
- (en) 1997: New Light on the 'Chinese Conquest of Tibet' in 1720 (Based on the New Manchu Sources), in Proceedings of the 7th Seminar of the International Association for Tibetan Studies, Graz 1995, p. 419-426
- (en) 1999: Japanese research on Tibetan history, 1985-98. Asian Research Trends (Tokyo) no.9, p. 19-33.
- (en) 2003 : The Conceptual Framework of the dGa'-ldan's War Based on the beye dailame wargi amargi babe necihiyeme toktobuha bodogon i bithe, 'Buddhist Government' in the Tibet-Mongol and Manchu Relationship, in Tibet and Her Neighbours : A History. Edited by Alex McKay. Londres, Édition Hansjorg Mayer. p. 157–165
- (en) 2004 : The Notion of "Buddhist Government" (chos srid) Shared by Tibet, Mongol and Manchu in the Early 17th Century, in Christoph Cüppers (eds) The Relationship Between Religion and State (chos srid zung 'brel) in Traditional Tibet.(Proceedings of a Seminar Held in Lumbini, Nepal, March 2000) p. 15-31
- (en) 2015 : The Dalai Lama as the cakravarti-rāja as Manifested by the Bodhisatva Avalokiteśvara, Cahiers d'Extrême-Asie, 24, (Bilingual Journal of the École française d'Extrême-Orient)